# Sibilla Sormella
Sibilla Sormella (Catania, 1273 circa – ...) è stata una nobile catanese che ebbe una relazione con Federico III di Aragona, re di Sicilia.

## Origine
Era figlia di Siro di Solimella e Ilagio di Santa Sofia, questa stessa figlia del nobile Riccardo di Santa Sofia e discendente di Federico II di Svevia.

## Biografia
Non si hanno notizie di quando Sibilla abbia conosciuto Federico, il figlio maschio terzogenito del re d'Aragona, di Valencia e conte di Barcellona e altre contee catalane, Pietro III il Grande e di Costanza di Sicilia, figlia del re di Sicilia Manfredi (figlio illegittimo dell'imperatore Federico II di Svevia) e di Beatrice di Savoia (1223 – 1259).
Federico si era recato in Sicilia a seguito del padre, Pietro III il Grande, nel 1283, durante la guerra della conquista aragonese della Sicilia e poi era rimasto accanto alla madre, Costanza, quando era rimasta in Sicilia, come reggente.
Comunque si conosce per certa la relazione tra Sibilla e Federico, quando quest'ultimo tornò in Sicilia come reggente per conto del fratello, re della Corona d'Aragona e re di Sicilia, Giacomo II il Giusto, nell'estate del 1291.
La relazione di Sibilla e Federico durò per diversi anni e continuò anche dopo che, l'11 dicembre 1295, a Palermo, Federico fu proclamato Signore della Sicilia, e il Parlamento siciliano riunito al Castello Ursino di Catania, il 15 gennaio 1296, lo riconobbe Re di Sicilia, Federico III.
Forse la relazione durò sino all'estate del 1302, quando la guerra dei Vespri Siciliani terminò con la pace di Caltabellotta: il 31 agosto del 1302 e Federico accettò di sposare la figlia di Carlo II lo Zoppo e di Maria d'Ungheria e sorella del duca di Calabria Roberto, Eleonora di Napoli.
Da questo momento e per lungo tempo, null'altro si è saputo di Sibilla e ignote sono rimaste anche data di morte e luogo di sepoltura. Comunque ai tre figli maschi, Federico III diede un titolo nobiliare e alle due femmine combinò matrimoni dignitosi.
Null'altro si è saputo finché, in un articolo in lingua inglese del 1999 del professor Stanley Fiorini dell'Università di Malta, Sibilla d'Aragona and the foundation of the Saqqajja benefice on Gozo, in Melita historica Ser. NS, vol. 12 (1999) p. 367-372, le cui informazioni sono state riprese e ulteriormente sviluppate in un pezzo del dicembre 2021 riportato nel sito Sikeloi.net, si riferisce come il beneficio ecclesiastico dell'Annunciazione della Vergine a Gozo, conosciuto anche come Tas-Saqqajja, sia stato istituito da Sibilla d'Aragona. Il beneficio ecclesiastico era un istituto giuridico, una prebenda, risalente al feudalesimo, che prevedeva la concessione ai chierici, in usufrutto, di proprietà fondiarie e immobiliari che, alla loro morte, sarebbero tornate alla Chiesa.
L'articolo del professor Fiorini si riferisce, in particolare, all'attuale cappella dedicata all'Annunciazione di Nostra Signora che si trova all'ingresso di Lunzjata, concessa il 12 novembre del 1372 in beneficio a Don Bartholomeo Axac, alla morte del predecessore Don Pietro de Barba che potrebbe essere stato il primo o secondo beneficiario.
Smontando le teorie di altri suoi colleghi che male avevano interpretato la datazione degli eventi, il professor Fiorini, sulla base anche di quanto riportato in una successiva concessione del 1472 ("Madonna Sibilla de Ulmella amasia di quondam re Fridericu"), dimostra che tale Sibilla, impropriamente chiamata d'Aragona, altri non era, in realtà, che la stessa amante giovanile di Federico III di Sicilia!
Il cognome di Sibilla viene riportato come Ulmella, mentre l'appellativo d'Aragona sarebbe impropriamente derivato dall'associazione al sovrano. In una pubblicazione risalente al diciassettesimo secolo sarebbe per la prima volta comparsa, invece, la variante Sormella.
Sia la concessione del 1472, sia la pubblicazione del Seicento, inoltre, si sarebbero limitati a ricopiare da documenti precedenti un cognome non familiare, con inevitabili deformazioni.
Il professor Fiorini riferisce anche di un più recente ritrovamento, presso la Biblioteca Vaticana, del cognome Solmella, che rimanderebbe al più comune Olivella, o de Olivella, riferibile all'omonima cittadina catalana. Le forme Ulmella o Olmella, Sormella, Solmella o Solimella, quindi, altro non sarebbero che progressive varianti, deformazioni linguistiche dell'originario cognome della famiglia di Sibilla, Olivella o de Olivella.
Lo stesso nome Sibilla deriverebbe da Seville, Sivilla, Siviglia, secondo la comune usanza medioevale di chiamare le donne coi nomi di paesi e città.
Ma perché Sibilla si sarebbe trovata a Malta, o a Gozo?
Riportando la presenza a Malta, in qualità di milite castellano e perlomeno tra il 1316 e il 1320, di Arnaldus de Solimella, l'Arnaldo di Solimella fratello della Sibilla amata da re Federico III, e di tale Skius de Solimella, il professor Fiorini ipotizza che, dopo il matrimonio di Federico con Eleonora d'Angiò, si sia probabilmente ritenuto più conveniente allontanare Sibilla, garantendole un soggiorno sicuro e agiato, una sorta di buen retiro, insieme ad alcuni familiari fedeli alla corona.
In considerazione di un'aspettativa di vita media di 60, 65 anni, il professor Fiorini ritiene anche che Sibilla non sia sopravvissuta di molto a Federico, morto il 25 giugno del 1337. Il beneficio ecclesiastico dell'Annunciazione della Vergine a Gozo, quindi, potrebbe essere stato istituito negli ultimi anni di vita di Sibilla, o addirittura inserito nel suo testamento, e datato entro la prima metà del Trecento. Al riguardo, parrebbe significativa una datazione al 1347, che più d'una volta ricorre nei documenti citati dal professor Fiorini.
Altrettanto verosimile è l'ipotesi che Sibilla sia stata sepolta a Malta o a Gozo.

## Figli
Dalla relazione con Federico III nacquero almeno cinque figli naturali:
- Alfonso Federico di Sicilia, (ca. 1294- tra 1334 e il 1339), signore di Salona, conte di Gozo e di Malta, fu reggente del ducato di Atene e di Neopatria;
- Orlando (o Rolando) di Sicilia (ca. 1296- in battaglia a Caltanissetta, aprile/maggio del 1361), barone di Avola:
- Elisabetta (o Isabella) di Sicilia (ca. 1297-1341), sposò il conte di Empuries, Ponzio VI e poi in seconde nozze, Raimondo di Perralta, conte di Caltabellotta;
- Eleonora di Sicilia (ca. 1298), fu fidanzata con Ruggero il figlio dell'ammiraglio, Ruggero di Lauria, poi sposò il conte di Modica, Giovanni di Chiaramonte;
- Sancho di Sicilia (ca. 1300- ca. 1334), barone di Militello, sposò la signora di Cammarata, Macalda Palizzi, che gli diede un figlio:
  - Federico (?-1334), barone di Militello, che a sua volta ebbe un figlio:
    - Vinciguerra, barone di Militello, che a sua volta ebbe un figlio:
      - Federico, barone di Militello. [2][3]